# Танагро
Тана́гро (устар. Танагр, Танагер; итал. Tanagro; в верховье также — Кало́ре, итал. Calore) — река в Италии, левый приток Селе, протекает по территории провинции Салерно в области Кампания и провинции Потенца в области Базиликата. Длина реки составляет 92 км, площадь водосборного бассейна — 1835 км². Танагро является крупнейшим притоком Селе. Входит в состав природного заповедника Фоче-Селе-Танагро.
Начинается в Луканских Апеннинах севернее горы Сирино. Генеральным направлением течения реки является северо-запад. Около Контурси-Терме впадает в Селе.